# Neomelambrotus striatus
Neomelambrotus striatus är en insektsart som beskrevs av Bo Tjeder 1992. Neomelambrotus striatus ingår i släktet Neomelambrotus och familjen fjärilsländor. Inga underarter finns listade i Catalogue of Life.